# Desmeocraera ankolea
Desmeocraera ankolea är en fjärilsart som beskrevs av Sergius G. Kiriakoff. Desmeocraera ankolea ingår i släktet Desmeocraera och familjen tandspinnare. Inga underarter finns listade i Catalogue of Life.